# It's Raining (singolo Rain)
It's Raining è un brano musicale del cantante sudcoreano Rain, estratto come primo singolo dall'album It's Raining. Il singolo, pubblicato un mese prima dell'album, è riuscito ad arrivare sino al primo posto delle classifiche dei singoli più venduti in Corea, Vietnam, Taiwan, Thailandia, Cina, Shanghai e Hong Kong.
It's Raining è il primo lavoro del cantante ad utilizzare un titolo in inglese nel tentativo di approdare ad un pubblico internazionale. In occasione dell'uscita del brano Rain ha anche adottato l'attuale nome, mentre fino a quel momento aveva utilizzato il coreano "Bi" (che in inglese vuol dire "pioggia", esattamente come "Rain").

## Il video
Il video prodotto per It's Raining vede Rain ed il suo corpo di ballo, esibirsi in un locale, in cui fino a quel momento i clienti sembravano piuttosto annoiati. Il video è stato il primo ad essere trasmesso da MTV negli Stati Uniti, allo scopo di promuovere il concerto tenuto da Rain al Madison Square Garden.

## Tracce
CD Single
1. It's Raining - 3:37